# Фјумара е Фјумара Серо (Месина)
Фјумара е Фјумара Серо је насеље у Италији у округу Месина, региону Сицилија.
Према процени из 2011. у насељу је живело 116 становника. Насеље се налази на надморској висини од 563 м.